# Список римських імператорів

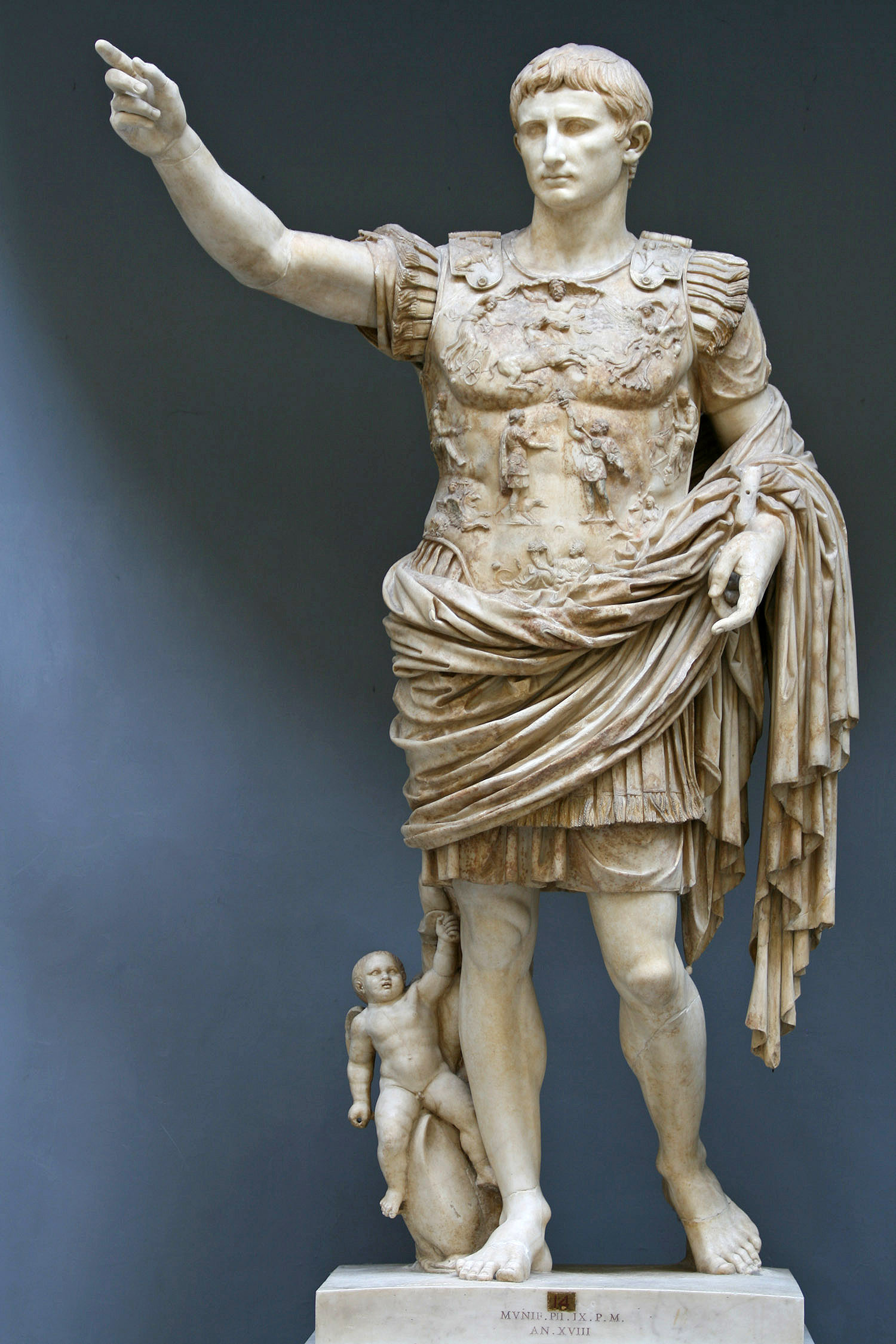
Статуя імператора Августа - Divus Augustus — Август Прімапорта у Ватиканських музеях

Першим імператором Риму став Октавіан Август: після перемоги над Марком Антонієм і поверненням з Єгипту він влаштував тріумф та 13 січня 27 року до н. е. склав із себе надзвичайні повноваження перед сенатом і оголосив про реставрацію Республіки, але залишив за собою командування 75 легіонами і титул імператора.
Після вбивства імператора Коммода Римська імперія вступила в Кризу третього століття, коли почали з'являтися численні узурпатори . В 395 імперія була остаточно поділена на Західну Римську імперію та Східну Римську імперію.
В 476 був повалений останній Західно-римський імператор Ромул Август (хоча формально імператором вважав себе до 480 року Юлій Непот). Західна Римська імперія впала, а Східна Римська імперія, яка називається істориками з цього часу Візантією, продовжувала існувати ще практично тисячу років, до 1453 , коли Константинополь був захоплений турками-османами, з перервою з 1204 по 1261, коли Константинополь був захоплений хрестоносцями.
Список римських імператорів  в хронологічному порядку, курсивом виділені узурпатори. Не позначені полководці, які підняли повстання проти центральної влади, але формально не проголошені імператорами (за винятком тих, які традиційно включаються, наприклад, Макріан Старший). Як співправителі вказані спадкоємці влади (починаючи з середини I століття статус спадкоємця практично завжди збігався з титулом цезаря), офіційні співправителі, іноді — регенти при неактивності імператора.

## Імператори доЮліїв-Клавдіїв
| Ім'я                                                                 | Ім'я українською мовою               | Портрет | Роки правління            | Прихід до влади                                        | Співправителі | Роки життя                |
| -------------------------------------------------------------------- | ------------------------------------ | ------- | ------------------------- | ------------------------------------------------------ | ------------- | ------------------------- |
| Сципіон І Африканський лат. Publius Cornelius Scipio Africanus Maior | Публій Корнелій Сципіон Африканський |         | 208 до н. е.—183 до н. е. | Після Битви під Бекулою здобуває собі титул Імператор. |               | 235 до н. е.—183 до н. е. |
| Павло І Македонський лат. Lucius Aemilius Paulus Macedonicus         | Луцій Емілій Павло Македонський      |         | 189 до н. е.—160 до н. е. | Шурин Сципіона І                                       |               | 229 до н. е.—160 до н. е. |
| Сулла І Щасливий лат. Lucius Cornelius Sulla Felix                   | Луцій Корнелій Сулла                 |         | 95 до н. е.—78 до н. е.   | Імператор з 95 до н. е.                                |               | 138 до н. е.—78 до н. е.  |
| Помпей І Великий лат. Gnaeus Pompeius Magnus                         | Гней Помпей                          |         | 84 до н. е.—48 до н. е.   | Зять Сулли І Щасливого                                 |               | 106 до н. е.—48 до н. е.  |

## Юлії-Клавдії
| Ім'я | Ім'я українською мовою | Портрет | Роки правління | Прихід до влади                                                                                | Співправителі | Роки життя                                                    |
| --- | --- | ------- | --- | ---------------------------------------------------------------------------------------------- | --- | ------------------------------------------------------------- |
| Обожнений Гай Юлій Цезар лат. Gaius Julius Caesar лат. Gaius Julius Caesar Octavianus                                                      | Гай Юлій Цезар |         | 60 до н. е. — 15 березня 44 до н. е., убитий унаслідок заколоту                                                                         | Тесть Помпея І Великого                                                                        | Спадкоємці — Гай Юлій Цезар Октавіан Август (44 до н. е.— 19 серпня 14), з титулом цезаря — Марк Антоній (44 до н. е.— 30 до н. е.), Марк Емілій Лепід (44 до н. е.— 12).                            | 13 липня 100 до н. е., Рим — 15 березня 44 до н. е., Рим      |
| Обожнений Цезар Август лат. Gaius Octavius Thurinus лат. Gaius Julius Caesar Octavianus                                                    | Гай Октавій Фурин після усиновлення (за заповітом) в 44 до н. е. — Гай Юлій Цезар Октавіан. Тронне ім'я - Цезар Август.           |         | 38 до н. е. — 19 серпня 14 н. е., природна смерть                                                                                       | Як прийомний син за заповітом (і внучатий племінник) Юлія Цезаря, після збройної боротьби      | Спадкоємці — Марцелл (25 — 23 до н. е.), Агріппа (23 — 12 до н.е.), з титулом цезаря — Гай (17 г до н. е. — 4 р. н. е.), Луцій (17 до н.е. — 2 н. е.), Агріппа Постум (4 — 6 н.е.), Тиберій (6-14) . | 23 вересня 63 до н. е., Рим — 19 серпня 14 н. е., Нола        |
| Обожнений Тиберій І лат. Tiberius Claudius Nero лат. Tiberius Julius Caesar Augustus                                                       | Тиберій Клавдій Нерон після усиновлення в 4 році — Тиберій Юлій Цезар Август                                                      |         | 19 серпня 14 — 16 березня 37, цезар з 4 року, офіційний спадкоємець Августа — з 6 року задушений подушкою префектом преторіанців Макрон | Як прийомний син (і пасинок) Октавіана Августа.                                                | Спадкоємці - Германік (14-19, цезар з 4), Друз (21-23, цезар з 4), Нерон (23-27), Друз (23-30), Калігула (31-37); тимчасовий Сеян (23-30).                                                           | 16 листопада 42 до н. е., Рим - 16 березня 37, Мізенський мис |
| Гай Юлій Цезар Август Германік лат. Gaius Iulius Caesar Augustus Germanicus                                                                | Гай Юлій Цезар Август Германік, відомий під агноменом Калігула (лат. Caligula)                                                    |         | 18 березня 37 — 24 січня 41, цезар і спадкоємець Тиберія з 31, зарізаний змовниками на чолі з Кассієм Хереєю                            | Як прийомний онук (і внучатий племінник) Тиберія (правнук Октавіана Августа по жіночій лінії). | Спадкоємці — Тиберій (37), Лепід (37-38). | 31 серпня 12, Анцій — 24 січня 41, Рим                        |
| Обожнений Клавдій І лат. Tiberius Claudius Drusus лат. Tiberius Claudius Nero Germanicus лат. Tiberius Claudius Caesar Augustus Germanicus | Тиберій Клавдій Друз з 4 по 42- Тиберій Клавдій Нерон Германік пізніше- Тиберій Клавдій Цезар Август Германік                     |         | 24 січня 41 — 13 жовтня 54, отруєний своєю дружиною Агрипіною Молодшою                                                                  | Як племінник Тиберія                                                                           | Спадкоємець - Британік (з 43), Нерон (з 50). | 1 серпня 10, Лугдун - 13 жовтня 54, Рим                       |
| Нерон лат. Lucius Domitius Ahenobarbus лат. Nero Claudius Caesar Drusus Germanicus лат. Nero Claudius Caesar Augustus Germanicus           | Луцій Доміцій Агенобарб після усиновлення в 50 - Нерон Клавдій Цезар Друз Германік після 54 - Нерон Клавдій Цезар Август Германік |         | 13 жовтня 54 — 9 червня 68, покінчив із собою після переходу влади до Гальби                                                            | Як прийомний син (і пасинок) Клавдія                                                           | | 15 грудня 37, Анцій - 9 червня 68, Рим                        |

## 1-е міжцарів'я
| Ім'я                                                                             | Ім'я українською мовою                                                     | Портрет | Роки правління                                                               | Прихід до влади | Співправителі       | Роки життя                                        |
| -------------------------------------------------------------------------------- | -------------------------------------------------------------------------- | ------- | ---------------------------------------------------------------------------- | --- | ------------------- | ------------------------------------------------- |
| Гальба лат. Servius Sulpicius Galba лат. Servius Galba Imperator Caesar Augustus | Сервій Сульпіцій Гальба як імператор- Сервій Гальба Імператор Цезар Август |         | 6 червня 68 — 15 січня 69, убитий прихильниками Отона                        | Покликаний противниками Нерона, як імператор проголошений сенатом після самогубства Нерона. Його названа матір була далекою родичкою Августи. | Цезар — Пізон.      | 24 грудня 3, околиці Террачини — 15 січня 69, Рим |
| Отон лат. Marcus Salvius Otho лат. Marcus Otho Caesar Augustus                   | Марк Сальвій Отон як імператор- Марк Отон Цезар Август                     |         | 15 січня — 16 квітня 69, покінчив із собою після поразки від військ Вітеллія | Проголошений сенатом (після вбивства Гальби)                                                                                                  | Суперник — Вітеллій | 25 квітня 32, Вітербо — 16 квітня 69, Рим         |
| Вітеллій лат. Aulus Vitellius лат. Aulus Vitellius Germanicus Augustus           | Авл Вітеллій як імператор- Авл Віттелій Германік август                    |         | 17 квітня — 20 грудня 69, убитий після поразки військами Веспасіана          | Проголошений легіонами, визнаний сенатом після військової поразки Отона                                                                       | Суперник — Отон     | 25 вересня 15 — 20 грудня 69, Рим                 |

## Флавії
| Ім'я                                                                                              | Ім'я українською мовою                                               | Портрет | Роки правління                                                                       | Прихід до влади                                                            | Співправителі                                       | Роки життя                                          |
| ------------------------------------------------------------------------------------------------- | -------------------------------------------------------------------- | ------- | ------------------------------------------------------------------------------------ | -------------------------------------------------------------------------- | --------------------------------------------------- | --------------------------------------------------- |
| Обожнений Веспасіан лат. Titus Flavius Vespasianus лат. Titus Flavius Caesar Vespasianus Augustus | Тит Флавій Веспасіан як імператор- Тит Флавій Веспасіан Цезар серпні |         | 1 липня 69 — 24 червня 79                                                            | Проголошений легіонами, визнаний сенатом після військової поразки Вітеллія | Суперник — Вітеллій. Цезарі Тит та Доміціан (з 69). | 17 листопада 9, Вікус Фалакріна — 24 червня 79, Рим |
| Обожнений Тит лат. Titus Flavius Vespasianus лат. Titus Flavius Caesar Vespasianus Augustus       | Тит Флавій Веспасіан як імператор- Тит Флавій Веспасіан Цезар Август |         | 24 червня 79 — 13 вересня 81, цезар з 69                                             | Старший син Веспасіана                                                     | Веспасіан; цезар Доміціан                           | 30 грудня 39, Рим — 13 вересня 81, Рим              |
| Доміціан І лат. Titus Flavius Domitianus лат. Titus Flavius Caesar Domitianus Augustus            | Тит Флавій Доміціан як імператор- Тит Флавій Цезар Доміціан Август   |         | 14 вересня 81 — 18 вересня 96, Цезар з 69; убитий за наказом своєї дружини Доміцилли | Молодший син Веспасіана                                                    | Веспасіан; Тит                                      | 24 жовтня 51, Рим — 18 вересня 96, Рим              |

## Антоніни
| Ім'я | Ім'я українською мовою | Портрет | Роки правління | Прихід до влади                                                                                   | Співправителі     | Роки життя                                                        |
| --- | --- | ------- | --- | ------------------------------------------------------------------------------------------------- | ----------------- | ----------------------------------------------------------------- |
| Обожнений Нерва лат. Marcus Cocceius Nerva лат. Marcus Cocceius Nerva Caesar Augustus | Марк Кокцей Нерва як імператор- Марк Кокцей Нерва Цезар Август |         | 18 вересня 96 — 27 січня 98 | Проголошений сенатом                                                                              |                   | 8 листопада 30, Нарні — 27 січня 98, Рим                          |
| Обожнений Траян І лат. Marcus Ulpius Traianus лат. Caesar Marcus Ulpius Nerva Traianus лат. Caesar Nerva Traianus Augustus | Марк Ульпія Траян після усиновлення в 97 - Цезар Марк Ульпія Нерва Траян як імператор- Цезар Нерва Траян Август |         | 28 січня 98 — 8 / 9 серпня 117 | Популярний полководець, усиновлений бездітним Нервою                                              |                   | 15 вересня 53, Бетика — 9 серпня 117, Селінус, Кілікія            |
| Обожнений Адріан лат. Publius Aelius Hadrianus лат. Caesar Publius Aelius Traianus Hadrianus Augustus | Публій Елій Адріан як імператор- Цезар Публій Елій Траян Адріан Август |         | 11 серпня 117 — 10 липня 138 | Прийомний син (і двоюрідний племінник) Траяна, чоловік його внучатої племінниці.                  |                   | 24 січня 76, Рим — 10 липня 138, Байї, поблизу Неаполя            |
| Обожнений Антонін Пій лат. Titus Aurelius Fulvus Boionius Arrius Antoninus лат. Titus Aelius Caesar Antoninus лат. Caesar Titus Aelius Hadrianus Antoninus Augustus | Тит Аврелій Фульвій Бойній Аррій Антонін після усиновлення 25 лютого 138- Тит Елій Цезар Антонін як імператор- Цезар Тит Елій Адріан Антонін Август |         | 10 липня 138 — 7 березня 161 | Прийомний син Адріана, одружений з племінницею його дружини.                                      |                   | 19 вересня 86, Ланувія, Лаціо — 7 березня 161, Лоріум, Етрурія    |
| Обожнений Луцій Вер лат. Lucius Ceionius Commodus лат. Lucius Aelius Aurelius Commodus лат. Caesar Lucius Aurelius Verus Augustus | Луцій Цейоній Коммод після усиновлення в 138- Луцій Елій Аврелій Коммод як імператор- Цезар Луцій Вер Аврелій Август |         | 7 березня 161 — березень 169, в співправлінні з Марком Аврелієм                                                                                    | Син Луція Елія, прийомного сина Адріана; усиновлений Антоніном Пієм; чоловік дочки Марка Аврелія. | Марк Аврелій      | 15 грудня 130, Рим — січень 169, Алтіум, поблизу сучасної Венеції |
| Обожнений Марк Аврелій лат. Marcus Annius Catilius Severus лат. Marcus Aelius Aurelius Verus лат. Caesar Marcus Aurelius Antoninus Augustus | Марк Анній Катилій Север після усиновлення в 136- Марк Аврелій Елій Вер як імператор — Цезар Марк Аврелій Антонін Август |         | 7 березня 161 — березень 169, в співправлінні з Луцієм Вером , березень 169 — 17 березня 180, одноосібно, з 177 зробив співправителем сина Коммода | Прийомний син Антоніна Пія, одружений з його дочкою, своєю кузиною                                | Луцій Вер; Коммод | 26 квітня 121, Рим - 17 березня 180, Віндобона                    |
| Обожнений Коммод лат. Marcus Aurelius Commodus Antoninus Augustus лат. Caesar Lucius Aurelius Commodus { {lang-lat \| Caesar Lucius Aurelius Commodus Augustus}} лат. Caesar Lucius Aurelius Commodus Antoninus Augustus лат. Caesar Marcus Aurelius Commodus Antoninus Augustus лат. Caesar Lucius Aelius Aurelius Commodus Augustus | Марк Аврелій Коммод Антонін Август з 166- Цезар Луцій Аврелій Коммод з 177 як співправитель свого батька Марка Аврелія- Цезар Луцій Аврелій Коммод Август після смерті Марка Аврелія- Цезар Луцій Аврелій Коммод Антонін Август з осені 180 - Цезар Марк Аврелій Коммод Антонін Август після 191- Цезар Луцій Елій Аврелій Коммод Август |         | 17 березня 180 — 31 грудня 192, до цього з 177 співправитель Марка Аврелія ; задушений в результаті змови рабом Нарцисом                           | Як син Марка Аврелія                                                                              | Марк Аврелій      | 31 серпня 161, Ланувія — 31 грудня 192, Рим                       |

## 2-е міжцарів'я
| Ім'я                                                                                            | Ім'я українською мовою                                                       | Портрет | Роки правління | Прихід до влади                                                         | Співправителі              | Роки життя                                       |
| ----------------------------------------------------------------------------------------------- | ---------------------------------------------------------------------------- | ------- | --- | ----------------------------------------------------------------------- | -------------------------- | ------------------------------------------------ |
| Обожнений Пертінакс лат. Publius Helvius Pertinax лат. Caesar Publius Helvius Pertinax Augustus | Публій Гельвій Пертінакс як імператор- Цезар Публій Гельвій Пертінакс Август |         | 1 січня — 28 березня 193 убитий преторіанцями                                                                                            | Учасник змови проти Коммода, проголошений імператором після його смерті |                            | 1 серпня 126, Альба Помпея — 28 березня 193, Рим |
| Юліан І лат. Marcus Didius Severus Julianus лат. Caesar Marcus Didius Severus Julianus Augustus | Марк Дідій Север Юліан як імператор- Цезар Марк Дідій Север Юліан Август     |         | 28 березня — 1 червня 193, після того, як війська Септимія Севера підійшли до Риму, був позбавлений влади сенатом і засуджений до смерті | Проголошений преторіанцями після вбивства Пертінакса за хабар           | Противник — Септимій Север | 30 січня 133, Медіолан — 1 червня 193, Рим       |
| Песценній Нігер лат. Gaius Pescennius Niger                                                     | Гай Песценній Нігер                                                          |         | 193 — 194 (у Сирії та Єгипті ), убитий                                                                                                   | Полководець, проголошений військами                                     | Аналогічно                 | 140 — 194, Сирія                                 |
| Клодій Альбін лат. Decimus Clodius Septimius Albinus                                            | Децим Клодій Септимій Альбін                                                 |         | 196 — 19 лютого 197 (у Британії та Іспанії ), після поразки в битві з Септимієм Севером покінчив з собою                                 | Полководець, який оголосив себе імператором                             | Аналогічно                 | 150 — 19 лютого 197, Лугдунум                    |

## Севери
| Ім'я | Ім'я українською мовою | Портрет | Роки правління | Прихід до влади | Співправителі                                      | Роки життя                                                |
| --- | --- | ------- | --- | --- | -------------------------------------------------- | --------------------------------------------------------- |
| Обожнений Север І лат. Lucius Septimius Severus лат. Caesar Lucius Septimius Severus Pertinax Augustus | Луцій Септимій Север як імператор — Цезар Луцій Септимій Север Пертінакс Август |         | 9 квітня 193 — 4 лютого 211 з 198 зробив співправителем сина Каракаллу , з 209 - і сина Гету | Проголошений військами | На початку боровся з трьома попередніми; Каракалла | 11 квітня 146, Лептіс-Магна — 4 лютого 211, Еборакум      |
| Обожнений Гета лат. Publius Septimius Geta лат. Caesar Publius Septimius Geta Augustus | Публій Септимій Гета з 209 р. як співправитель Септимія Севера та Каракалли- Цезар Публій Септимій Гета Август |         | з 209 співправитель батька Септимія Севера і брата Каракалли ; 4 лютого 211 — 26 грудня 211 співправитель брата Каракалли , який його і вбив                                                                                         | Молодший син Септимія Севера | Септимій Север; Каракалла                          | 28 травня 189, Рим — 26 грудня 211, Рим                   |
| Обожнений Цезар Марк Аврелій Север Антонін Пій Август лат. Lucius Septimius Bassianus лат. Marcus Aurelius Antoninus Caesar лат. Caesar Marcus Aurelius Antoninus Augustus лат. Caesar Marcus Aurelius Severus Antoninus Pius Augustus | Луцій Септимій Бассіан з 195 р.- Марк Аврелій Антонін Цезар з 198 р. як співправитель Септимія Севера - Цезар Марк Аврелій Антонін Август з 211 р. після смерті Септимія Севера- Цезар Марк Аврелій Север Антонін Пій Август |         | з 198 співправитель батька Септимія Севера ; з 209 співправитель батька Септимія Севера і брата Гети ; 4 лютого — 26 грудня 211 співправитель брата Гети ; 26 грудня 211 — 8 квітня 217одноосібно; убитий в результаті змови Макріна | Старший син Септимія Севера | Септимій Север; Гета                               | 4 квітня 188, Лугдунум — 8 квітня 217, Харрана            |
| Макрін лат. Marcus Opellius Macrinus лат. Caesar Marcus Opellius Severus Macrinus Augustus | Марк Опеллій Макрін як імператор- Цезар Марк Опель Север Макрін Август |         | 11 квітня 217 — 8 червня 218 в співправлінні з сином Діадуменом , був убитий після поразки від військ Елагабала | Прийшов до влади, вбивши Каракаллу | Діадумен                                           | 11 квітня 217, Шаршал — 8 червня 218, Антіохія            |
| Діадумен лат. Marcus Opellius Diadumenianus лат. Marcus Opellius Antoninus Diadumenianus | Марк Опеллій Діадуменіан як імператор- Марк Опеллій Антонін Діадуменіан |         | 11 квітня 217 — 8 червня 218 в співправлінні з батьком Макріном, після поразки від військ Елагабала втік, пізніше був убитий | Як син і співправитель Макріна, в 9 років | Макрін                                             | 14 вересня 208 — 8 червня 218, Антіохія                   |
| Цезар Марк Аврелій Антонін Август лат. Varius Avitus Bassianus лат. Caesar Marcus Aurelius Antoninus Augustus | Варій Авіто Бассіан; як імператор- Цезар Марк Аврелій Антонін Август |         | 8 червня 218 — 11 березня 222 убитий преторіанцями після своєї невдалої спроби вбити Александра Севера | Перший онук Юлії Мези, сестри Юлії Домни (дружини Септимія Севера), був оголошений побічним сином Каракалли                                                    |                                                    | 204, Рим — 11 березня 222, Рим                            |
| Обожнений Александр Север лат. Marcus Julius Gessius Bassianus Alexianus; лат. Caesar Marcus Aurelius Alexander лат. Caesar Marcus Aurelius Severus Alexander Augustus                                                                 | Марк Юлій Гесси Бассіан Алексіано після усиновлення в 221 р.- Цезар Марк Аврелій Александр як імператор- Цезар Марк Аврелій Север Александр Август                                                                           |         | 13 березня 222 — 19 березня 235 убитий з матір'ю Юлією Мамі солдатами після проголошення Максиміна імператором | Двоюрідний брат Елагабала, другий онук Юлії Мези, сестри Юлії Домни (дружини Септимія Севера), був оголошений побічним сином Каракалли; усиновлений Елагабалом | Юлія Мамі (224-235), з титулом consors imperii.    | 1 жовтня 208, Аркіта, Ліван — 19 березня 235, Могонціакум |

## Криза III століття
Всі імператори (і узурпатори) цього періоду померли насильницькою смертю, окрім Гостіліана

### Гордіани
| Ім'я | Ім'я українською мовою                                                                                                 | Портрет | Роки правління                                                                                  | Прихід до влади                                                                           | Співправителі        | Роки життя                                |
| --- | --- | ------- | ----------------------------------------------------------------------------------------------- | ----------------------------------------------------------------------------------------- | -------------------- | ----------------------------------------- |
| Максимін I лат. Gaius Julius Verus Maximinus | Гай Юлій Вер Максимін                                                                                                  |         | 20 березня 235 — 10 травня 238 усунутий сенатом 22 березня 238 убитий повсталими солдатами      | Проголошений військами                                                                    |                      | 173, Фракія — 10 травня 238, Аквілея      |
| Обожнений Гордіан I лат. Marcus Antonius Gordianus Sempronianus Romanus Africanus лат. Caesar Marcus Antonius Gordianus Sempronianus Romanus Africanus Augustus  | Марк Антоній Гордіан Семпроніан Роман Африкан як імператор- Цезар Марк Антоній Гордіан Семпроніан Роман Африкан Август |         | 22 березня — 12 квітня 238 покінчив життя самогубством після звістки про поразку Гордіана II    | Проголошений сенатом                                                                      | Гордіан II           | Бл. 164, Фригія — 12 квітня 238, Карфаген |
| Обожнений Гордіан II лат. Marcus Antonius Gordianus Sempronianus Romanus Africanus лат. Caesar Marcus Antonius Gordianus Sempronianus Romanus Africanus Augustus | Марк Антоній Гордіан Семпроніан Роман Африкан як імператор- Цезар Марк Антоній Гордіан Семпроніан Роман Африкан Август |         | 22 березня — 12 квітня 238 загинув у битві з прихильником Максиміна Фракійця - Капелліаном      | Син і співправитель Гордіана I                                                            | Гордіан I            | 192, Фригія — 12 квітня 238, Карфаген     |
| Пупієн лат. Marcus Clodius Pupienus Maximus лат. Caesar Marcus Clodius Pupienus Maximus Augustus                                                                 | Марк Клодій Пупієн Максим як імператор- Цезар Марк Клодій Пупієн Максим Август                                         |         | 22 квітня — 29 липня 238 убитий преторіанцями                                                   | Проголошений сенатом в співправлінні з Бальбіном                                          | Бальбін, Гордіан III | 164 — 29 липня 238, Рим                   |
| Бальбін лат. Decimus Caelius Calvinus Balbinus Pius лат. Caesar Decimus Caelius Calvinus Balbinus Pius Augustus                                                  | Децим Целій Кальвін Бальбін Пій як імператор- Цезар Децим Целій Кальвін Бальбін Пій Август                             |         | 22 квітня — 29 липня 238 убитий преторіанцями                                                   | Проголошений сенатом в співправлінні з Пупієном                                           | Пупієн, Гордіан III  | 178 — 29 липня 238, Рим                   |
| Обожнений Гордіан III лат. Marcus Antonius Gordianus Pius | Марк Антоній Гордіан Пій                                                                                               |         | 29 липня 238 — 11 лютого 244 до 29 липня 238 співправитель Пупієна і Бальбіна, убитий солдатами | Син Гордіана II або його сестри; проголошений сенатом як співправитель Пупієна і Бальбіна | Пупієн, Бальбін      | 20 січня 225 - 11 лютого 244, Фаллуджа    |

### Солдатські імператори

#### Династія Філіппа
| Ім'я                                                                                         | Ім'я українською мовою                                     | Портрет | Роки правління                                        | Прихід до влади                  | Співправителі  | Роки життя                               |
| -------------------------------------------------------------------------------------------- | ---------------------------------------------------------- | ------- | ----------------------------------------------------- | -------------------------------- | -------------- | ---------------------------------------- |
| Обожнений Філіпп І лат. Marcus Julius Philippus лат. Caesar Marcus Julius Philippus Augustus | Марк Юлій Філіп як імператор- Цезар Марк Юлій Філіп Август |         | 2 лютого 244 — вересень / жовтень 249 загинув у битві | Проголошений військами           | Філіп Молодший | Ок. 204 — вересень / жовтень 249, Верона |
| Філіпп ІІ лат. Marcus Julius Severus Philippus                                               | Марк Юлій Філіп Север                                      |         | 247 — вересень / жовтень 249 убитий преторіанцями     | Син і співправитель Філіпа Араба | Філіпп Араб    | 237 — вересень / жовтень 249, Верона     |

#### Династія Деція Траяна ІІ
| Ім'я | Ім'я українською мовою                                                        | Портрет | Роки правління                                                                                    | Прихід до влади                                                                                         | Співправителі   | Роки життя                                         |
| --- | ----------------------------------------------------------------------------- | ------- | ------------------------------------------------------------------------------------------------- | --- | --------------- | -------------------------------------------------- |
| Обожнений Траян ІІ лат. Gaius Messius Quintus Decius лат. Caesar Gaius Messius Quintus Traianus Decius Augustus | Гай Месій Квінт Децій як імператор — Цезар Гай Месій Квінт Траян Децій Август |         | осінь 249 — 1 липня 251 в 251 проголосив співправителем сина - Гереннія Етруска ; загинув у битві | Проголошений військами                                                                                  | Геренній Етруск | 201, Будалія — 1 липня 251, бл. Абрітуса           |
| Обожнений Геренній лат. Quintus Herennius Etruscus Messius Decius                                               | Квінт Геренній Етруск Месій Децій                                             |         | 251 проголошений Децієм Траяном співправителем; загинув у битві                                   | Старший син Деція Траяна                                                                                | Децій Траян     | Між 220 та 230, Сірмій — 1 липня 251, бл. Абрітуса |
| Гостіліан лат. Gaius Valens Hostilianus Messius Quintus                                                         | Гай Валент Гостіліан Месій Квінт                                              |         | червень — листопад 251 помер в епідемію чуми                                                      | Молодший син Деція Траяна і брат Гереннія Етруска; усиновлений Требоніаном Галлом після загибелі батька | Требоніан Галл  | Після 230, Сірмій — листопад 251, Рим              |

#### Династія Требоніана
| Ім'я | Ім'я українською мовою                                                       | Портрет               | Роки правління | Прихід до влади                      | Співправителі       | Роки життя                                    |
| --- | ---------------------------------------------------------------------------- | --------------------- | --- | ------------------------------------ | ------------------- | --------------------------------------------- |
| Обожнений Требоніан лат. Gaius Vibius Trebonianus Gallus лат. Caesar Gaius Vibius Trebonianus Gallus Augustus | Гай Вібій Требоніан Галл як імператор- Цезар Гай Вібій Требоніан Галл Август |                       | червень 251 — серпень 253 до листопада 251 р. як співправитель усиновленого ним Гостіліана; потім співправителем став його син Волусіан; убитий своїми солдатами після поразки від Еміліана | Проголошений військами               | Гостіліан, Волусіан | 206, Перузія — серпень 253, Інтерамна         |
| Обожнений Волусіан лат. Caius Vibius Afinius Gallus Veldumnianus Volusianus                                   | Гай Вібій Афіній Галл Вендуміан Волусіан                                     | Файл:084 Volusian.jpg | листопад 251 — серпень 253 убитий своїми солдатами після поразки від Еміліана | Син і співправитель Требоніана Галла | Требоніан Галл      | Пом. в серпні 253, Інтерамна                  |
| Еміліан лат. Marcus Aemilius Aemilianus лат. Caesar Marcus Aemilius Aemilianus Augustus                       | Марк Емілій Еміліан як імператор- Цезар Марк Емілій Еміліан Август           |                       | серпень — жовтень 253 убитий своїми легіонерами після проголошення на Рейні імператором Валеріана I                                                                                         | Проголошений військами               |                     | Бл. 207, Джерба — жовтень 253, бл. Сполетіума |

#### Династія Валеріана
| Ім'я | Ім'я українською мовою                                                                   | Портрет | Роки правління | Прихід до влади                       | Співправителі                           | Роки життя                         |
| --- | ---------------------------------------------------------------------------------------- | ------- | --- | ------------------------------------- | --------------------------------------- | ---------------------------------- |
| Валеріан I лат. Publius Licinius Valerianus лат. Caesar Publius Licinius Valerianus Augustus                                                | Публій Ліціній Валеріан як імператор- Цезар Публій Ліціній Валеріан Август               |         | жовтень 253 — червень 260 відразу проголосив співправителем сина - Галлієна убитий в перському полоні ' '                            | Проголошений військами                | Галлієн                                 | Бл. 193 — червень 260, бл. Сузи    |
| Валеріан II лат. Publius Licinius Valerianus лат. Caesar Publius Licinius Valerianus Augustus                                               | Публій Ліциній Корнелій Валеріан                                                         |         | 256 — 258 | Онук Валеріана I                      | Галлієн                                 | Помер у 258                        |
| Обожнений Салонін лат. Publius Licinius Cornelius Saloninus Valerianus лат. Caesar Publius Licinius Cornelius Saloninus Valerianus Augustus | Публій Корнелій Ліциній Салонін Валеріан                                                 |         | липень 260 убитий | Молодший син і співправитель Галлієна | Галлієн                                 | 242 — липень 260, Колонія Агрипіна |
| Обожнений Галлієн лат. Publius Licinius Egnatius Gallienus лат. Caesar Publius Licinius Egnatius Gallienus Augustus                         | Публій Ліціній Егнацій Галлієн як імператор- Цезар Публій Ліціній Егнацій Галлієн Август |         | жовтень 253 — вересень 268 одноосібно - після загибелі Валеріана I ; в липні 260 в співправлінні з сином - Салоніном; помер від рани | Син і співправитель Валеріана I       | Валеріан I; Галлієн; «Тридцять тиранів» | 218 — вересень 268, Медіоланум     |

### Тридцять тиранів
| Ім'я                                                 | Ім'я українською мовою                | Портрет | Роки правління                                                                                               | Прихід до влади                                                                                            | Співправителі      | Роки життя                            |
| ---------------------------------------------------- | ------------------------------------- | ------- | --- | --- | ------------------ | ------------------------------------- |
| Інгенуй лат. Ingenuus (повного імені не збереглося)  | Інгенуй (повного імені не збереглося) |         | 260 (у Паннонії) убитий солдатами                                                                            | Проголошений військами                                                                                     | Суперник — Галлієн | Пом. 260, Мурса                       |
| Регаліан лат. P (ublius?) C (assius?) Regalianus     | П (ублій?) К (ассій?) Регаліан        |         | 260 (у Паннонії і Мезії) убитий                                                                              | Проголошений військами                                                                                     | Суперник — Галлієн | Пом. 260, Карнунт                     |
| Валент лат. Valens (повного імені не збереглося)     | Валент (повного імені не збереглося)  |         | 261 (у Ахеї) убитий солдатами                                                                                | Проголошений військами                                                                                     | Суперник — Галлієн | Пом. 261, Ахея                        |
| Макріан Старший лат. T (itus?) Fulvius Macrianus     | Т (ит?) Фульвій Макріан               |         | 260 — 261 (у Сирії) вбиті, Макріан Старший і Макріан Молодший - в поході на Рим, Квієт - правителем Пальміри | За ініціативою Макріана Старшого його сини Макріан Молодший та Квієт військами проголошені співправителями | суперник — Галлієн | Пом. 261                              |
| Макріан Молодший лат. Titus Fulvius Iunius Macrianus | Тит Фульвій Юній Макріан              |         | 260 — 261 (у Сирії) вбиті, Макріан Старший і Макріан Молодший - в поході на Рим, Квієт - правителем Пальміри | За ініціативою Макріана Старшого його сини Макріан Молодший та Квієт військами проголошені співправителями | суперник — Галлієн | Пом. 261                              |
| Квієт лат. Titus Fulvius Iunius Quietus              | Тит Фульвій Юній Квієт                |         | 260 — 261 (у Сирії) вбиті, Макріан Старший і Макріан Молодший - в поході на Рим, Квієт - правителем Пальміри | За ініціативою Макріана Старшого його сини Макріан Молодший та Квієт військами проголошені співправителями | суперник — Галлієн | Пом. 261, Пальміра                    |
| Муссій Еміліан лат. Lucius Mussius Aemilianus        | Луцій Муссій Еміліан                  |         | 261 — 261 / 262 (у Єгипті) задушений у в'язниці                                                              | Проголошений військами                                                                                     | Суперник — Галлієн | Пом. 262                              |
| Авреол лат. Manius Acilius Aureolus                  | Маній Ацилій Авреол                   |         | 268 (у Медіолані ), страчений                                                                                | Проголошений військами                                                                                     | Суперник — Галлієн | Між 220 та 230, Дакія — 268, Медіолан |

#### Імператори Галлії
Галльська імперія (лат. Imperium Galliarum) — сепаратистське утворення, що виникло на території римської Галлії під час кризи III століття. Імперія проіснувала з 260-го по 274 рр.. і охоплювала території провінцій Галлії, Іберії, Британії та Германії (після загибелі Постума Іберія возз'єдналася з Римською імперією). Столицею імперії стало місто Колонія Агрипіна (лат. Colonia Claudia Ara Agrippinensium) — сучасний Кельн. При імператорах Тетріку I та Тетріку II столиця була перенесена в місто Августа Тверерорум (лат. Augusta Treverorum) — сучасний — Трір. В 274 р. Тетрік I здався імператору Авреліану, і західні провінції знову увійшли до складу Римської імперії
| Ім'я | Ім'я українською мовою                                                                              | Портрет                         | Роки правління                                                                 | Прихід до влади                                    | Співправителі     | Роки життя                 |
| --- | --------------------------------------------------------------------------------------------------- | ------------------------------- | ------------------------------------------------------------------------------ | -------------------------------------------------- | ----------------- | -------------------------- |
| Постум І лат. Marcus Cassianius Latinius Postumus лат. Caesar Marcus Cassianus Latinius Postumus Augustus Germanicus Maximus  | Марк Кассианій Латиній Постум як імператор- Цезар Марк Касіян Латиній Постум Август Германік Максим |                                 | 260 — 269 убитий власним військом                                              | Проголосив імператором сам себе                    | Суперник — Леліан | Галлія — пом. 269          |
| Постум ІІ лат. Marcus Cassianius Latinius Postumus лат. Caesar Marcus Cassianus Latinius Postumus Augustus Germanicus Maximus | Марк Кассианій Латиній Постум як імператор- Цезар Марк Касіян Латиній Постум Август Германік Максим |                                 | 260 — 269 убитий власним військом                                              | Спадкоємець Постума І                              | Суперник — Леліан | Галлія — пом. 269          |
| Леліан лат. Ulpius Cornelius Laelianus                                                                                        | Ульпій Корнелій Леліан                                                                              |                                 | лютий — квітень 269 (у місті Могонтіаціумі ); убитий при облозі міста Постумом | Проголосив імператором сам себе                    | Суперник — Постум | Галлія — пом. квітня 269   |
| Марій лат. Marcus Aurelius Marius                                                                                             | Марк Аврелій Марій                                                                                  |                                 | 269 (від 3 днів до 3 місяців), убитий                                          | Проголошений військами після вбивства ними Постума |                   | Пом. 269                   |
| Обожнений Вікторин І лат. Marcus Piavonius Victorinus                                                                         | Марк Піавоній Вікторин                                                                              |                                 | серпень 269 — 270 / 271 убитий                                                 | Проголошений військами                             |                   | Пом. 271, Колонія Агрипіна |
| Вікторин ІІ лат. Marcus Piavonius Victorinus                                                                                  | Марк Піавоній Вікторин                                                                              |                                 | серпень 269 — 270 / 271 убитий                                                 | Спадкоємець Вікторина І                            |                   | Пом. 271, Колонія Агрипіна |
| Доміціан II лат. Domitianus (повне ім'я не збереглося)                                                                        | Доміціан (повного імені не збереглося)                                                              |                                 | 270 або 271 доля невідома                                                      | Невідомо                                           |                   | Пом. 271                   |
| Тетрік I лат. Gaius Pius Esuvius Tetricus                                                                                     | Гай Пій Езувій Тетрік                                                                               | Файл:102 Tetricus I.jpg         | 270 — 274, з 273 призначив співправителем сина Тетріка II                      | Проголошений солдатами                             | Тетрік II         |                            |
| Тетрік II лат. Gaius Pius Esuvius Tetricus                                                                                    | Гай Пій Езувій Тетрік                                                                               | Файл:TetricusIIanton (CNG). Jpg | 273 — 274, співправителем батька Тетріка I                                     | Син і співправитель Тетріка I                      | Тетрік I          |                            |
| Фаустин | Фаустин                                                                                             | Файл:TetricusIIanton (CNG). Jpg | 274 — 274,                                                                     | Наступник Тетріка ІІ                               | Тетрик II         |                            |

#### Пальмірське царство
Пальмірське царство (260 — 273) — сепаратистська держава з центром в Пальмірі, утворене на території Римської імперії під час її розпаду в III столітті. У нього входили провінції Сирія, Палестина, Єгипет і велика частина Малої Азії. Правителями був прийнятий перський титул царя. Було розгромлено імператором Авреліаном, який створив на повернутій території Restitutor Orientis.
| Ім'я                                                                   | Ім'я українською мовою                        | Портрет                 | Роки правління                                                                         | Прихід до влади                     | Співправителі | Роки життя                 |
| ---------------------------------------------------------------------- | --------------------------------------------- | ----------------------- | -------------------------------------------------------------------------------------- | ----------------------------------- | ------------- | -------------------------- |
| Оденат лат. Lucius Septimius Odaenathus                                | Луцій Септимій Оденат                         |                         | 260 — 267 з 264 призначив співправителем сина Герода; убитий двоюрідним братом Меонієм | Проголосив царем сам себе           | Герод         |                            |
| Герод лат. Herodes Septimius                                           | Герод Септимій                                |                         | 264 — 267, в співправлінні з батьком Оденатом, убитий двоюрідним дядьком Меонієм       | Старший син і співправитель Одената | Оденат        |                            |
| Зенобія лат. Zenobia Septimia                                          | Зенобія Септимія                              |                         | 267 — 273, в співправлінні з сином Вабаллатом, полонена імператором Авреліаном         | Друга дружина Одената               | Вабаллат      | Пом. в Тібурі              |
| Вабаллат лат. Lucius Iulius Aurelius Septimius Vaballathus Athenodorus | Луцій Юлій Аврелій Септимій Вабаллат Афінодор | Файл:109 Vabalathus.jpg | 267 -273, в співправлінні з матір'ю Зенобією , полонений імператором Авреліаном        | Молодший син Одената                | Зенобія       | Пом. в 273 по дорозі в Рим |

### Іллірійські імператори

#### Династія Клавдія ІІ
| Ім'я | Ім'я українською мовою                                                                                 | Портрет                           | Роки правління                                                               | Прихід до влади                              | Співправителі | Роки життя                                 |
| --- | --- | --------------------------------- | ---------------------------------------------------------------------------- | -------------------------------------------- | ------------- | ------------------------------------------ |
| Обожнений Клавдій II лат. Marcus Aurelius Valerius Claudius лат. Caesar Marcus Aurelius Claudius Pius Felix Invictus Augustus | Марк Аврелій Валерій Клавдій як імператор- Цезар Марк Аврелій Валерій Клавдій Пій Фелікс Інвікт Август | Файл:104 Claudius II Gothicus.jpg | вересень 268 — січень 270                                                    | Проголошений військами після смерті Галлієна |               | 10 травня 213 — січень 270, Сірмій         |
| Квінтілл лат. Marcus Aurelius Claudius Quintillus лат. Caesar Marcus Aurelius Claudius Quintillus                             | Марк Аврелій Клавдій Квінтілл як імператор- Цезар Марк Аврелій Клавдій Квінтілл                        |                                   | серпень — вересень 270; покінчив із собою після переходу військ до Авреліана | Брат Клавдія II, проголошений сенатом        |               | 220, Дарданія, Верхня Мезія — 270, Аквілея |

#### Династія Авреліана
| Ім'я                                                                                               | Ім'я українською мовою                                                   | Портрет | Роки правління                                                                       | Прихід до влади                                  | Співправителі                                         | Роки життя                                   |
| -------------------------------------------------------------------------------------------------- | ------------------------------------------------------------------------ | ------- | ------------------------------------------------------------------------------------ | ------------------------------------------------ | ----------------------------------------------------- | -------------------------------------------- |
| Обожнений Авреліан лат. Lucius Domitius Aurelianus лат. Caesar Lucius Domitius Aurelianus Augustus | Луцій Доміцій Авреліан як імператор- Цезар Луцій Доміцій Авреліан Август |         | 9 вересня 270 — вересень 275 убитий змовниками                                       | Проголошений військами                           | Узурпатори Феліціссім, Урбан, Фірм, Септимій, Фаустин | 214, Сірмій — 15 вересня 275, Візантій       |
| Тацит лат. Marcus Claudius Tacitus лат. Caesar Marcus Claudius Tacitus Augustus                    | Марк Клавдій Тацит як імператор- Цезар Марк Клавдій Тацит Август         |         | 25 вересня 275 — червень 276 помер, або убитий солдатами                             | Проголошений сенатом. Чоловік дружини Авреліана. |                                                       | 200, Терні — червень 276, Тіана, Каппадокія  |
| Флоріан лат. Marcus Annius Florianus лат. Caesar Marcus Annius Florianus Augustus                  | Марк Анній Флоріан як імператор- Цезар Марк Анній Флоріан Август         |         | липень — вересень 276 покінчив життя самогубством, дізнавшись про проголошення Проба | Захопив владу самовільно, брат Тацита            |                                                       | Пом. 9 вересня 276, Тарсус                   |
| Обожнений Проб лат. Marcus Aurelius Probus лат. Caesar Marcus Aurelius Probus Augustus             | Марк Аврелій Проб як імператор- Цезар Марк Аврелій Проб Август           |         | вересень 276 — вересень 282 убитий солдатами                                         | Проголошений військами                           | Узурпатори Сатурній, Прокул та Боноз                  | 19 серпня 232, Сірмій — вересень 282, Сірмій |

#### Династія Кара
| Ім'я | Ім'я українською мовою                                                                 | Портрет                 | Роки правління                                                                                                | Прихід до влади        | Співправителі                              | Роки життя                              |
| --- | -------------------------------------------------------------------------------------- | ----------------------- | --- | ---------------------- | ------------------------------------------ | --------------------------------------- |
| Кар лат. Marcus Aurelius Carus лат. Caesar Marcus Aurelius Carus Augustus                                            | Марк Аврелій Кар як імператор- Цезар Марк Аврелій Кар Август                           |                         | вересень 282 — серпень 283; убитий блискавкою                                                                 | Проголошений військами |                                            | 224, Нарбо — серпень 283, на річці Тігр |
| Обожнений Нумеріан лат. Marcus Aurelius Numerius Numerianus лат. Caesar Marcus Aurelius Numerius Numerianus Augustus | Марк Аврелій Нумерій Нумеріан як імператор- Цезар Марк Аврелій Нумерій Нумеріан Август | Файл:114 Numerianus.jpg | серпень 283 — листопад 284, в співправлінні з братом Каріном , убитий прихильниками свого тестя Аррія Апта    | Син Кара               | Карін                                      | Пом. листопад 284, Емеза                |
| Карін лат. Marcus Aurelius Carinus лат. Caesar Marcus Aurelius Carinus Augustus                                      | Марк Аврелій Карін як імператор- Цезар Марк Аврелій Карін Август                       |                         | серпень 283 — липень 285, до листопада 284 в співправлінні з братом Нумеріаном , убитий військами Діоклетіана | Син Кара               | Нумеріан, противники — Юліан I, Діоклетіан | Пом. Липень 285, на річці Мораві        |

## Домінат

### Тетрархія
Тетрархія (грец. τετραρχία — «правління чотирьох») — назва уряду, в якому влада розділена між чотирма людьми (тетрархами). Як правило, тетрархією називається система управління Римської імперією, введена імператором Діоклетіаном в 293 р. і тривала до 313 р. В 285 р. Діоклетіан призначив воєначальника Максиміана молодшим співправителем ( «цезарем»), а в 286 році — «августом». Діоклетіан управляв східною половиною імперії, а Максиміан — західною. В 293 році, порахувавши, що військові і цивільні проблеми вимагають спеціалізації, додатково були призначені двоє цезарів в помічники августу: Галерій та Констанцій Хлор. Передбачалося, що августи будуть відрікатися після 20-річного правління, а влада буде переходити до цезарів. Чотирма столицями тетрархів були:
- Нікомедія в Малій Азії (зараз Ізміт в Туреччині), була столицею східного і найголовнішого августа. У таблиці — EA
- Сірмій (зараз Сремська-Митровиця в районі Воєводина сучасної Сербії, була столицею східного цезаря. У таблиці — EC
- Медіолан (зараз Мілан, близько Альп) був столицею західного августа. У таблиці — WA
- Августа Треверорум (зараз Трір, в Німеччині) була столицею західного цезаря. У таблиці — WC

| Ім'я | Ім'я українською мовою                                                                   | Портрет                                                 | Роки правління | Прихід до влади                                                                      | Співправителі | Роки життя                                                          |
| --- | ---------------------------------------------------------------------------------------- | ------------------------------------------------------- | --- | ------------------------------------------------------------------------------------ | --- | ------------------------------------------------------------------- |
| Обожнений Діоклетіан лат. Diocles лат. Caesar Gaius Aurelius Valerius Diocletianus Augustus                              | Діокл як імператор- Цезар Гай Аврелій Валерій Діоклетіан Август                          |                                                         | 20 листопада 284 — 1 травня 305                                                                                       | Проголошений військами після смерті Кара й убивства Нумеріана під час перської війни | Максиміан (WA), Констанцій I Хлор (WC), Галерій (EC), противник — Карін                                                                                                | 22 грудня 244, Діоклетія — 3 грудня 311, Салона                     |
| Обожнений Максиміан лат. Marcus Aurelius Valerius Maximianus Herculius                                                   | Марк Аврелій Валерій Максиміан Геркулій                                                  | Файл:120 Maximianus.jpg                                 | 21 липня 285 - 1 квітня 286 (цезар) 1 квітня 286 — 1 травня 305 (WA) повторно306 — 11 листопада 308, покінчив з собою | Залучений Діоклетіаном                                                               | Діоклетіан (EA), Констанцій I Хлор (WC), Галерій (EC), Ліциній (WA) , Костянтин I Великий (WC)                                                                         | 250, Сірмій — липень 310, Массалія                                  |
| Обожнений Констанцій I лат. Marcus Flavius Valerius Constantius лат. Caesar Marcus Flavius Valerius Constantius Augustus | Марк Флавій Юлій Констанцій як імператор- Цезар Марк Флавій Валерій Констанцій Август    |                                                         | 293 — 1 травня 305 (WC) 1 травня 305 — 25 липня 306 (WA)                                                              | Залучений Діоклетіаном в 293 р. (WC)                                                 | Діоклетіан (EA), Максиміан (WA), Галерій (EC) і (EA), Флавій Север (WC)                                                                                                | 31 березня 250, Дарданія — 25 липня 306, Еборакум, Римська Британія |
| Обожнений Галерій лат. Gaius Galerius Valerius Maximianus лат. Gaius Caesar Galerius Valerius Maximianus Augustus        | Гай Галерій Валерій Максиміан як імператор- Гай Цезар Галерій Валерій Максиміан Август   | Файл:Galerius1.jpg                                      | 1 березня або 21 травня 293 — 1 травня 305 (EC) 1 травня 305 — 5 травня 311 (EA)                                      | Залучений Діоклетіаном в 293 р. (EC)                                                 | Діоклетіан (EA), Максиміан (WA), Констанцій I Хлор (WC) і (WA), Флавій Север (WC) і (WA), Максиміан II Даза (EC) і (EA), Ліциній (WC) і (WA), Костянтин I Великий (WC) | Бл. 250, бл. Сердики — 5 травня 311, Сердика                        |
| Караузій лат. Marcus Aurelius Mausaeus Valerius Carausius                                                                | Марк Аврелій Мавзей Валерій Караузій                                                     |                                                         | 286 — 293 (у Британії) убитий своїм скарбником Аллектом                                                               | Проголосив себе сам                                                                  | Супротивники — тетрархи | Белгіка — 293, Римська Британія                                     |
| Аллект лат. Allectus (повного імені не збереглося)                                                                       | Аллект (повного імені не збереглося)                                                     |                                                         | 293 — 296 (у Британії) убитий в битві з Констанцією I Хлором                                                          | Після вбивства Караузія                                                              | Супротивники — тетрархи | 296, Римська Британія                                               |
| Север II лат. Severus лат. Caesar Flavius Valerius Severus Augustus                                                      | Север як імператор- Цезар Флавій Валерій Север Август                                    | Файл:Follis-Flavius Valerius Severus-trier RIC 650a.jpg | 1 травня 305 — 25 липня 306 (WC) 25 липня 306 — 16 лютого 307 (WA) покінчив з собою за наказом Максенція              | Призначений Галерієм та Констанцієм I Хлором                                         | Галерій (EA), Констанцій I Хлор (WA), Максимін II Даза (WC), Костянтин I Великий (WC)                                                                                  | Іллірик — 16 лютого 307, Рим                                        |
| Максимін II лат. Maximinus лат. Caesar Gaius Valerius Galerius Maximinus Augustus                                        | Максимін як імператор- Цезар Гай Валерій Галерій Максиміан Август                        |                                                         | 1 травня 305 — 310 (EC) 310 — травень 312 (EA)                                                                        | Призначений Галерієм та Констанцієм I Хлором                                         | Галерій (EA), Констанцій I Хлор (WA), Флавій Север (WC) і (WA), Ліциній (WA), Костянтин I Великий (WC)                                                                 | 20 листопада 270, Фелікс Ромуліана — серпень 313, Тарс              |
| Максенцій лат. Marcus Aurelius Valerius Maxentius лат. Caesar Marcus Aurelius Valerius Maxentius Augustus                | Марк Аврелій Валерій Максенцій як імператор- Цезар Марк Аврелій Валерій Максенцій Август |                                                         | 28 жовтня 306 — 28 жовтня 312 (у Римі)                                                                                | Син Максиміана проголосив себе сам                                                   | Супротивники — тетрархи | 278 — 28 жовтня 312, потонув в Тибрі                                |
| Ліциній лат. Flavius Galerius Valerius Licinian Licinius                                                                 | Флавій Галерій Валерій Ліцініан Ліциній                                                  | Файл:132 Licinius.jpg                                   | 307 — 11 листопада 308 (WC) 11 листопада 308 — 312 (WA) 312 — 18 вересня 324 (EA)                                     | Призначений Галерієм задушений за наказом Костянтина I Великого                      | Галерій (EA), Констанцій I Хлор (WA), Максимін II Даза (EC) і (EA), Валент I (WA), Мартініан (WA), Костянтин I Великий (WC) і (WA), Крісп (WC ), Костянтин II (WC),    | 263 або 265, Дакія — весна 325, Фессалоніки                         |
| Доміцій Александр лат. Lucius Domitius Alexander                                                                         | Луцій Доміцій Александр                                                                  |                                                         | 308 — 311 (у Африці)                                                                                                  | Проголошений військом                                                                | | Фрігій — пом. 311, Африка                                           |
| Валент I лат. Gaius Aurelius Valerius Valens                                                                             | Гай Аврелій Валерій Валент                                                               |                                                         | грудень 316 — 1 березня 317 (WA) страчений Ліцинієм                                                                   | Призначений Ліцинієм, ним же зміщений                                                | Ліциній (EA), Костянтин I Великий (WA) | Пом. 317                                                            |
| Мартініан лат. Sextus Marcius Martinianus                                                                                | Секст Марцій Мартініан                                                                   |                                                         | липень — 18 вересня 324 (WA) страчений Костянтином I Великим                                                          | Призначений Ліцинієм                                                                 | Ліциній (EA), Костянтин I Великий (WA) | Пом. 324, Фессалоніки                                               |

### Династія Костянтина (2-а Флавіїв)
| Ім'я                                                                                    | Ім'я українською мовою                                          | Портрет                                   | Роки правління | Прихід до влади                                                                                       | Співправителі | Роки життя                                                                     |
| --------------------------------------------------------------------------------------- | --------------------------------------------------------------- | ----------------------------------------- | --- | --- | --- | ------------------------------------------------------------------------------ |
| Обожнений і Святий Костянтин I Великий лат. Flavius Valerius Aurelius Constantinus      | Флавій Валерій Аврелій Костянтин                                |                                           | 25 липня 306 — 29 жовтня 312 (WC) 29 жовтня 312 — 19 вересня 324 (WA) 19 вересня 324 — 22 травня 337 ( одноосібний імператор) | Син Констанція I Хлора, проголошений за його наполяганням                                             | Максиміан (WA), Галерій (EA), Флавій Север (WA), Максимін II Даза (EC) і (EA), Ліциній (WC), (WA) і (EA), Валент I (WA), Мартініан (WA), Крісп, Костянтин II, Констанцій II, Констант, Далмацій Молодший, Ганнібаліан Молодший | 27 лютого 272, Наісс — 22 травня 337, Нікомедія                                |
| Костянтин II лат. Flavius Claudius Constantinus                                         | Флавій Клавдій Костянтин                                        |                                           | 1 березня 317 — 22 травня 337 (WC) 22 травня 337 — 340 (Галлія, Іспанія та Велика Британія) в співправлінні з братами Констанцієм II та Константом, загинув у битві з Константом                                                                      | Старший син Константина Великого від другого шлюбу з Фаустою; призначений Костянтином Великим         | Костянтин I Великий (WA), Ліциній (EA), Крісп, Констанцій II, Констант, Далмацій Молодший, Ганнібаліан Молодший | Лютий 317, Арелат — 340, Аквілея                                               |
| Констанцій II лат. Flavius Julius Constantius                                           | Флавій Юлій Констанцій                                          | Файл:147 Constantius II.jpg               | 23 листопада 324 — 22 травня 337 (цезар) 22 травня 337 — 340 (азійські провінції) в співправлінні з братами Костянтином II та Константом 340 — 350 (східна частина) в співправлінні з Константом 350 — 3 листопада 361 одноосібно                     | Другий син Константина Великого від другого шлюбу з Фаустом; призначений Костянтином Великим          | Костянтин I Великий (WA), Крісп, Костянтин II, Констант, Далмацій Молодший, Ганнібаліан Молодший, Констанцій Галл, Ветраніон, Юліан Відступник II                                                                              | 7 серпня 317, Сірмій — 3 листопада 361, Мопсустія, Кілікія                     |
| Констант І лат. Flavius Iulius Constans                                                 | Флавій Юлій Констант                                            |                                           | 333 — 22 травня 337 (цезар) 22 травня 337 — 340 (балканські провінції) в співправлінні з братами Костянтином II та Констанцієм II 340 — 350 (західна частина) в співправлінні з братом Констанцієм II , скинутий армією і убитий за наказом Магненція | Третій син Константина Великого від другого шлюбу з Фаустою; призначений Костянтином Великим          | Костянтин I Великий (WA), Костянтин II, Констанцій II, Далмація Молодший, Ганнібаліан Молодший | 323 — 350, бл. Ельно, Галлія                                                   |
| Далмацій Молодший лат. Flavius Dalmatius                                                | Флавій Далмацій                                                 | Файл:143 Dalmatius.jpg                    | 19 вересня 335 — 337 (цезар) убитий Костянтином II | Старший син Далмація Старшого, зведеного брата Константина Великого; призначений Костянтином Великим  | Костянтин I Великий (WA), Костянтин II, Констанцій II, Констант, Ганнібаліан Молодший | Пом. 337                                                                       |
| Ганнібаліан Молодший лат. Flavius Hannibalianus                                         | Флавій Ганнібаліан                                              |                                           | 335 — вересень 337 (цезар) убитий Костянтином II | Молодший син Далмація Старшого, зведеного брата Константина Великого; призначений Костянтином Великим | Костянтин I Великий (WA), Костянтин II, Констанцій II, Констант, Далмацій Молодший | Пом. у вересні 337                                                             |
| Магненцій лат. Flavius Magnus Magnentius                                                | Флавій Магн Магненцій                                           |                                           | 18 січня 350 — 11 серпня 353 (Галлія та Італія) кинувся на меч | Проголошений військами                                                                                | Магн Деценцій | 303, Самаробріва — 11 серпня 353, Лугдунум                                     |
| Магн Деценцій лат. Magnus Decentius                                                     | Магн Деценцій                                                   | Файл:149 Decentius.jpg                    | 350 або 351 — 18 серпня 353 (цезар) повісився на перев'язі | Брат Магненція, проголошений Магненціем                                                               | Магненцій | Пом. 18 серпня 353, Сенони                                                     |
| Ветраніон лат. Vetranio (повне ім'я не збереглося)                                      | Ветраніон (повне ім'я не збереглося)                            |                                           | 1 березня — 25 грудня 350 (в Сірмії ), позбавлений влади Констанцієм II | Проголошений військами і визнаний Констанцієм II                                                      | Констанцій II | Мезія — 356, Сірмій                                                            |
| Непоціан лат. Flavius Iulius Popilius Nepotianus Constantinus                           | Флавій Юлій Попіль Непоціан Костянтин                           |                                           | 3 червня — 30 червня 350 (в Римі) убитий за наказом Магненція | Онук Констанція I Хлора, проголошений військами                                                       | | Пом. 30 червня 350, Рим                                                        |
| Констанцій Галл лат. Flavius Claudius Constantius Gallus                                | Флавій Клавдій Констанцій Галл                                  |                                           | 15 березня 351 — 354 (цезар) страчений Констанцієм II | Старший син Юлія Констанція, брата Константина Великого; призначений Констанцієм II                   | Констанцій II | Бл. 335, Масса — 354, Пола                                                     |
| Сільван лат. Claudius Silvanus                                                          | Клавдій Сільван                                                 | Зображення не збереглося                  | 11 серпня — 7 вересня 355 (в Колонії Агрипині ) убитий солдатами | Проголосив себе сам                                                                                   | | Пом. 7 вересня 355, Колонія Агрипіна                                           |
| Юліан II Філософ лат. Flavius Claudius Julianus лат. Flavius Claudius Julianus Augustus | Флавій Клавдій Юліан, як імператор- Флавій Клавдій Юліан Август | Файл:JulianusII-antioch (360-363)-CNG.jpg | 6 листопада 355 — лютий 360 (цезар) лютого 360 — 3 листопада 361 (серпень) 3 листопада 361 — 26 червня 363 (одноосібно) | Молодший син Юлія Констанція, брата Константина Великого; призначений Констанцієм II                  | Констанцій II | 331 або 332, Константинополь — 26 червня 363, у битві при Марангу, Месопотамія |
| Обожнений Іовіан лат. Flavius Claudius Iovianus                                         | Флавій Клавдій Іовіан                                           |                                           | 27 червня 363 — 17 лютого 364 | Проголошений військом після загибелі Юліана Відступника II                                            | | 330 або 331, Сингідунум — 17 лютого 364, Дадастана, Віфінія                    |

### ДинастіяВалентиніана
| Ім'я                                                                                           | Ім'я українською мовою                                     | Портрет                                       | Роки правління | Прихід до влади                                                               | Співправителі                                                                               | Роки життя                                            |
| ---------------------------------------------------------------------------------------------- | ---------------------------------------------------------- | --------------------------------------------- | --- | ----------------------------------------------------------------------------- | ------------------------------------------------------------------------------------------- | ----------------------------------------------------- |
| Обожнений Валентиніан I Великий лат. Flavius Valentinianus лат. Flavius Valentinianus Augustus | Флавій Валентиніан як імператор- Флавій Валентиніан Август |                                               | 26 лютого — 28 березня 364 (одноосібно), 28 березня 364 — 17 листопада 375 (на Заході), співправитель Валента II                                                                                              | Проголошений військами, але прийняв управління лише західною частиною імперії | Валент II, Граціан                                                                          | 321, Кіба — 17 листопада 375, Брегеціон, на Дунаї     |
| Обожнений Валент II лат. Flavius Julius Valens лат. Flavius Julius Valens Augustus             | Флавій Юлій Валент як імператор- Флавій Юлій Валент Август |                                               | 28 березня 364 — 17 листопада 375, (на Сході), співправитель Валентиніана I , 17 листопада 375 — 9 серпня 378 (на Сході), співправитель Граціана і Валентиніана II , загинув у битві з готами                 | Брат Валентиніана I, призначений ним                                          | Валентиніан I, Граціан, Валентиніан II                                                      | 328, Кіба — 9 серпня 378, Адріанопольська битва       |
| Прокопій лат. Procopius (повне ім'я не збереглося)                                             | Прокопій (повне ім'я не збереглося)                        |                                               | 26 вересня 365 — 27 травня 366 (у Малій Азії ), страчений Валентом II | Проголошений військами                                                        |                                                                                             | 325, Кілікія — 27 травня 366, Фракія                  |
| Обожнений Граціан лат. Flavius Gratianus лат. Flavius Gratianus Augustus                       | Флавій Граціан як імператор- Флавій Граціан Август         |                                               | 4 серпня 367 — 17 листопада 375, співправитель батька на Заході, 17 листопада 375 — 25 серпня 383 (на Заході), співправитель Валентиніана II , убитий Магном Максимом                                         | Син Валентиніана I, призначений ним                                           | Валентиніан I, Валент II, Валентиніан II, Феодосій I Великий, противник — Магн Максим       | 18 квітня 359 рік, Сірмій — 25 серпня 383, Лугдунум   |
| Обожнений Валентиніан II лат. Flavius Valentinianus лат. Flavius Valentinianus Augustus        | Флавій Валентиниан як імператор- Флавій Валентиніан Авуст  |                                               | 375 — 25 серпня 383, співправитель брата на Заході, 25 серпня 383 — 15 травня 392, співправитель на Заході узурпатора Магна Максима , ймовірно, убитий за наказом Арбоґаста                                   | Брат Граціана, призначений ним                                                | Валент II, Граціан, Феодосій I Великий ,, Магн Максим                                       | 371 — 15 травня 392 рік, В'єнн                        |
| Магн Максим лат. Magnus Clemens Maximus                                                        | Магн Клемент Максим                                        |                                               | 383 — 25 серпня 383, противник Граціана, 25 серпня 383 — 387, співправитель на Заході Валентиніана II , 387 — 28 серпня 388, противник Валентиніана II та Феодосія I Великого , страчений Феодосієм I Великим | Проголошений військами в Британії                                             | Противник — Граціан, Валентиніан II, противник — Феодосій I Великий                         | Бл. 335, Іспанія — 28 серпня 388, Аквілея             |
| Флавій Віктор лат. Flavius Victor                                                              | Флавій Віктор                                              | Файл:As Flavius Victor-aquileia RIC 055b1.jpg | 384 — серпень 388, співправитель батька - Магна Максима , страчений за наказом Феодосія I Великого | Син Магна Максима, призначений ним                                            | Магн Максим, Валентиніан II, противник — Феодосій I Великий                                 | Пом. в серпні 388, Августа Треверов                   |
| Євгеній лат. Flavius Eugenius                                                                  | Флавій Євгеній                                             | Файл:Siliqua Eugenius-trier RIC 0106d.jpg     | 22 серпня 392 — 6 вересня 394, страчений Феодосієм I Великим | Проголошений за допомогою Арбоґаста                                           | Противник — Феодосій I Великий                                                              | Пом. 6 вересня 394, на р. Фригід (сучасна Словенія)   |
| Обожнений і Святий Феодосій I Великий лат. Flavius Theodosius лат. Flavius Theodosius Augustus | Флавій Феодосій як імператор- Флавій Феодосій Август       |                                               | 19 січня 379 — 15 травня 392 (на Сході), 15 травня 392 — 17 січня 395 (одноосібно) | Призначений Граціаном                                                         | Граціан, Валентиніан II, Гонорій, Аркадій, противники — Магн Максим, Флавій Віктор, Євгеній | 11 січня 347, Кавка, Іспанія — 17 січня 395, Медіолан |

## Римські Імператори на Заході
Після 395 року загального правителя в обох частин держави вже не було, хоча імперія, як і раніше вважалася єдиною, лише керованою двома імператорами і двома дворами. Феодосій I Великий був останнім імператором, який правив об'єднаною Римською імперією.
| Ім'я                                                         | Ім'я українською мовою                             | Портрет                                   | Роки правління | Прихід до влади                                                                            | Співправителі                                                                                              | Роки життя                                              |
| ------------------------------------------------------------ | -------------------------------------------------- | ----------------------------------------- | --- | ------------------------------------------------------------------------------------------ | --- | ------------------------------------------------------- |
| Гонорій лат. Flavius Honorius лат. Flavius Honorius Augustus | Флавій Гонорій як імператор- Флавій Гонорій Август |                                           | 23 січня 393 — 17 січня 395 співправитель з батьком Феодосієм I Великим 17 січня 395 — 15 серпня 423 (на Заході)                                                      | Син і співправитель Феодосія I Великого                                                    | Феодосій I Великий, Констанцій III, противники — Костянтин III, Констант II, Пріск Аттал, Іовін, Севастіян | 9 вересня 384, Константинополь — 15 серпня 423, Равенна |
| Марк лат. Marcus (повне ім'я не збереглося)                  | Марк (повне ім'я не збереглося)                    | Зображення не збереглося                  | 406 — 407 (у Британії) убитий солдатами | Проголошений військами                                                                     | | Пом. 407, Велика Британія                               |
| Граціан лат. Gratianus (повне ім'я не збереглося)            | Граціан (повне ім'я не збереглося)                 | Зображення не збереглося                  | 407 (у Британії) убитий солдатами | Проголошений військами                                                                     | | Пом. 407, Велика Британія                               |
| Костянтин III лат. Flavius Claudius Constantinus             | Флавій Клавдій Костянтин                           |                                           | 407 — 409 (у Британії і Галлії) 409 — 411 спільно з Гонорієм та Константа II , страчений Гонорієм                                                                     | Проголошений військами                                                                     | Гонорій, Констант II                                                                                       | Пом. 18 вересня 411, бл. Равенни                        |
| Констант II лат. Constans (повне ім'я не збереглося)         | Констант (повне ім'я не збереглося)                | Файл:Constans II (usurper). Jpg           | 408 — 409 (цезар) 409 — 411 спільно з Гонорієм та Костянтином III , убитий полководцем Геронтія                                                                       | Син і співправитель Костянтина III                                                         | Гонорій, Костянтин III                                                                                     | Пом. до 18 вересня 411, Вієнна                          |
| Пріск Аттал лат. Priscus Attalus                             | Пріск Аттал                                        |                                           | 409 зміщений королем вестготів Аларіхом I 414 — 415 вдруге, схоплений майбутнім імператором Констанцієм III                                                           | Проголошений сенатом за наполяганням короля вестготів Аларіха I, вдруге — знову вестготами | | Пом. після 416, Ліпарські острови                       |
| Іовін лат. Jovinus (повне ім'я не збереглося)                | Іовін (повне ім'я не збереглося)                   |                                           | 411 — 413 (Галлія) страчений | Проголошений військами                                                                     | Севастіян                                                                                                  | Пом. 413, Нарбо                                         |
| Севастіян лат. Sebastianus (повне ім'я не збереглося)        | Севастіян (повне ім'я не збереглося)               | Файл:Sebastianus - siliqua - RIC 1718.jpg | 412 — 413 (Галлія) страчений | Брат і співправитель Іовіна                                                                | Іовін | Пом. 413, Нарбо                                         |
| Констанцій III лат. Flavius Constantius                      | Флавій Констанцій                                  |                                           | 8 лютого — 2 вересня 421 співправитель Гонорія | Призначений Гонорієм його співправителем                                                   | Гонорій | Наісса — 2 вересня 421                                  |
| Іоанн лат. Flavius Johannes                                  | Флавій Іоанн                                       |                                           | 27 серпня 423 — травень 425 полонений і убитий | Секретар Гонорія, після його смерті проголосив сам себе                                    | | Пом. в травні 425, Аквілея                              |
| Валентиніан III лат. Flavius Placidus Valentinianus          | Флавій Плаціді Валентиніан                         |                                           | 23 жовтня 423 — 23 жовтня 425 (цезар) 23 жовтня 425 — 16 березня 455 одноосібно, заколотий на Марсовому полі за наказом Петронія Максима                              | Син Констанція III, після смерті якого проголошений Феодосієм II (дядьком)                 | | 2 липня 419, Равенна — 16 березня 455, Рим              |
| Петроній Максим лат. Flavius Petronius Maximus               | Флавій Петроній Максим                             |                                           | 17 березня — 22 квітня 455 забитий каменями черню | Після вбивства Валентиніана III примусив вийти заміж за себе його вдову і захопив владу    | | Пом. 22 квітня 455, Рим                                 |
| Авіт лат. Marcus Maecilius Flavius Eparchius Avitus          | Марк Мецілій Флавій Єпархій Авіт                   |                                           | 10 липня 455 — 6 жовтня 456 відрікся під тиском Ріцімера | Обраний на зборах представників семи галльських провінцій                                  | | 385, Немесс — початок 457, по дорозі в Галію            |
| Майоріан лат. Flavius Iulius Valerius Maiorianus             | Флавій Юлій Валерій Майоріан                       |                                           | 1 квітня 457 — 2 серпня 461 відрікся під тиском Ріцімера | Проголошений у військовому таборі в Равенні під тиском Ріцімера                            | | Листопад 420 — 7 серпня 461, Тортона (від дизентерії)   |
| Лібій Север лат. Flavius Libius Severus Serpentius           | Флавій Лібій Север Серпентій                       |                                           | 19 листопада 461 — 15 серпня 465 ймовірно, отруєний за наказом Ріцімера                                                                                               | Призначений Ріцімером                                                                      | | Луканія — 15 серпня 465                                 |
| Прокопій Антемій лат. Flavius Procopius Anthemius            | Флавій Прокопій Антемій                            |                                           | 12 квітня 467 — 11 липня 472 страчений Ріцімером | Присланий візантійським двором і призначений Ріцімером                                     | | 12 квітня 467, Константинополь — 11 липня 472, Рим      |
| Олібрій лат. Flavius Anicius Olybrius                        | Флавій Аніцій Олібрій                              |                                           | 11 липня — 22 жовтня 472 помер від чуми | Проголошений в таборі Ріцімера                                                             | | Пом. 22 жовтня 472                                      |
| Гліцерій лат. Flavius Glycerius                              | Флавій Гліцерій                                    |                                           | 3 березня 473 — червень 474 скинутий Юлієм Непотом | Проголошений полководцем Гундобадом                                                        | | Пом. після 480                                          |
| Юлій Непот лат. Julius Nepos                                 | Юлій Непот                                         |                                           | червень 474 — 480 (сховався в Далмації ), убитий в особистих покоях, після звістки про його смерть римський сенат вислав знаки імператорської влади в Константинополь | Призначений візантійським імператором Левом I Макеллою, повалив Гліцерія                   | Ромул Августул                                                                                             | 430 — 480, Салона                                       |

## ДинастіяФеодосія
| Ім'я                                                                                           | Ім'я українською мовою                               | Портрет | Роки правління                                                                     | Прихід до влади         | Співправителі                                                                               | Роки життя                                            |
| ---------------------------------------------------------------------------------------------- | ---------------------------------------------------- | ------- | ---------------------------------------------------------------------------------- | ----------------------- | ------------------------------------------------------------------------------------------- | ----------------------------------------------------- |
| Обожнений і Святий Феодосій I Великий лат. Flavius Theodosius лат. Flavius Theodosius Augustus | Флавій Феодосій як імператор- Флавій Феодосій Август |         | 19 січня 379 — 15 травня 392 (на Сході), 15 травня 392 — 17 січня 395 (одноосібно) | Призначений Граціаном   | Граціан, Валентиніан II, Гонорій, Аркадій, противники — Магн Максим, Флавій Віктор, Євгеній | 11 січня 347, Кавка, Іспанія — 17 січня 395, Медіолан |
| Аркадій І лат. Arcadius                                                                        | Аркадій                                              |         | 395 — 408 (на Сході)                                                               | Син Феодосія I Великого | Гонорій                                                                                     | 377, Іспанія — 1 травня 408, Константинополь          |
| Святий Феодосій II Каліграф лат. Flavius Theodosius Iunior Augustus                            | Флавій Феодосій як імператор- Флавій Феодосій Август |         | 408 — 450 (на Сході)                                                               | Син Аркадія І           | Гонорій                                                                                     | 401—450                                               |
| Святий Маркіан І лат. Marcianus                                                                | Маркіан                                              |         | 450—457 (на Сході)                                                                 | Зять Феодосія II        | Валентиніан III                                                                             | 392—457                                               |

## ДинастіяЛева
| Ім'я                                                 | Ім'я українською мовою | Портрет | Роки правління                                                                    | Прихід до влади          | Співправителі | Роки життя         |
| ---------------------------------------------------- | ---------------------- | ------- | --------------------------------------------------------------------------------- | ------------------------ | ------------- | ------------------ |
| Святий Лев I Великий лат. Flavius Valerius Leo       | Лев                    |         | 457—474 (на Сході)                                                                | Проголошений військами   | Майоріан      | 401—474            |
| Лев II лат. Flavius Valerius Leo                     | Лев                    |         | 474—474 (на Сході)                                                                | Онук Лева I Великого     | Юлій Непот    | 467—474            |
| Зенон I лат. Flavius Zeno                            | Флавій Зенон           |         | 29 січня 474 — 9 квітня 491 (на Сході), 10 травня 480 — 9 квітня 491 (одноосібно) | Зять Лева I Великого     | Юлій Непот    | 425 — 9 квітня 491 |
| Святий Анастасій I Різноокий лат. Flavius Anastasius | Анастасій              |         | 491—518 (одноосібно)                                                              | Чоловік дружини Зенона I | Свята Аріадна | 430—518            |

## ДинастіяЮстиніана
| Ім'я                                                                                      | Ім'я українською мовою          | Портрет | Роки правління | Прихід до влади                   | Співправителі | Роки життя |
| ----------------------------------------------------------------------------------------- | ------------------------------- | ------- | -------------- | --------------------------------- | ------------- | ---------- |
| Юстин I лат. Caesar Flavius Iustinus Augustus                                             | Юстин                           |         | 518—527        | Вибраний Сенатом.                 | Юстиніан I    | 450—527    |
| Святий Юстиніан I Великий лат. Flavius Petrus Sabbatius Iustinianus                       | Юстиніан                        |         | 527—565        | Названий син Юстина І             | Свята Феодора | 482—565    |
| Юстин II лат. Imperator Caesar Flavius Justinus Augustus                                  | Юстин                           |         | 565—578        | Названий син Юстиніана I Великого | Тиберій       | 520—578    |
| Тиберій II лат. Imperator Caesar Flavius Tiberius Constantinus Augustus                   | Флавій Тиберій Костянтин Август |         | 578—582        | Названий син Юстина II            |               | 540—582    |
| Святий Маврикій I Мученик лат. Imperator Caesar Flavius Mauricius novus Tiberius Augustus | Маврикій                        |         | 582—602        | Зять Тиберія II                   |               | 539—602    |
| Фока I лат. Flavius Niceforus Focas                                                       | Фока                            |         | 602—610        | Проголошений військами            |               | 547—610    |

## ДинастіяГераклія
| Ім'я                                                           | Ім'я українською мовою | Портрет | Роки правління | Прихід до влади        | Співправителі                                          | Роки життя |
| -------------------------------------------------------------- | ---------------------- | ------- | -------------- | ---------------------- | ------------------------------------------------------ | ---------- |
| Гераклій І лат. Flavius Heraclius Augustus                     | Гераклій               |         | 610—641        | Проголошений військами |                                                        | 575—641    |
| Костянтин III лат. Flavius Heraclius novus Constantinus        | Костянтин              |         | 641—641        | Син Гераклія І         |                                                        | 612—641    |
| Гераклій ІІ лат. Constantinus Heraclius                        | Гераклон               |         | 641—642        | Син Гераклія І         |                                                        | 626—642    |
| Констант II Бородатий лат. Heraclius Constantinus              | Констант               |         | 642—668        | Син Костянтина III     |                                                        | 630—668    |
| Святий Костянтин IV Новий лат. Flavius Heraclius Constantinus  | Костянтин              |         | 668—685        | Син Константа II       |                                                        | 650—685    |
| Святий Юстиніан II Безносий лат. Flavius Heraclius Iustinianus | Юстиніан               |         | 685—711        | Син Костянтина IV      | Узурпатори Леонтій, Тиберій III, рідний син Тиберій IV | 668—711    |

## Двадцять років Анархії
Двадцять років Анархії - період в історії Римської Імперії, коли 20 років була нестабільність влади.
| Ім'я                                  | Ім'я українською мовою | Портрет | Роки правління | Прихід до влади        | Співправителі | Роки життя |
| ------------------------------------- | ---------------------- | ------- | -------------- | ---------------------- | ------------- | ---------- |
| Філіппік І лат. Filepicus             | Філіппік Вардан        |         | 711—713        | Проголошений військами |               |            |
| Анастасій II лат. Artemius Anastasius | Артемій                |         | 713—715        | Проголошений військами |               |            |
| Святий Феодосій III лат. Theodosios   | Феодосій               |         | 715—717        | Проголошений військами |               |            |

## Ісаврійська династія
| Ім'я                                  | Ім'я українською мовою | Портрет | Роки правління | Прихід до влади        | Співправителі | Роки життя |
| ------------------------------------- | ---------------------- | ------- | -------------- | ---------------------- | ------------- | ---------- |
| Лев III лат. Leo                      | Лев                    |         | 717—741        | Проголошений військами |               |            |
| Костянтин V лат. Constantinus         | Костянтин              |         | 741—775        | Син Лева III           |               |            |
| Лев IV Хозар лат. Leo                 | Лев                    |         | 775—780        | Син Костянтина V       |               |            |
| Костянтин VI Сліпий лат. Constantinus | Костянтин              |         | 780—797        | Син Лева IV            |               |            |

## Подальші Римські Імператори
У 800 році Римським Імператором стає Карл I Великий, даючи старт Династії Каролінгів. У 802 році Римським Імператором стає Нікіфор I, даючи старт Династії Нікіфоридів. З тих пір Римська Імперія розділяється на Священну Римську Імперію і Візантійську Римську Імперію.

#### Науково-популярна література
- Федорова Є.В. Архівована копія. Архівовано з джерела 27 вересня 2011
- Рижов К. Архівована копія. — 656 с. Архівовано з джерела 28 листопада 2011
- De Imperatoribus Romanis: An Online Encyclopedia of Roman Rulers and Their Families [Архівовано 13 вересня 2020 у Wayback Machine.] (англ.).

#### Наукова література
- Kienast D. Romische Kaisertabelle: Grundzuge einer romischen Kaiserchronologie. — 3.

## Додаткові посилання
- Життя і правління римських імператорів у хронологічній послідовності [Архівовано 9 травня 2012 у Wayback Machine.]